# Luxemburgse parlementsverkiezingen 1945
De Luxemburgse parlementsverkiezingen van 1945 waren de eerste verkiezingen in het Groothertogdom Luxemburg na de Tweede Wereldoorlog. Ze dienden om een nieuwe Kamer van Afgevaardigden te kiezen en werden gehouden op 21 oktober 1945.

## Partijen
Na de Tweede Wereldoorlog verdwenen praktisch alle belangrijke vooroorlogse partijen:
- De rooms-katholieke Parti de la Droite (Rechtse Partij) werd vervangen door de Chrëschtlech Sozial Vollekspartei/Parti Chrétien Social (Christelijk-Sociale Volkspartij)
- De Parti Radical Libéral (Radicaal-Liberale Partij) werd vervangen door de Groupement Patriotique et Démocratique (Patriottische en Democratische Groepering)[1]
- De Aarbechterpartei/Parti Ouvrier Socialiste Luxembourgeois (Arbeiderspartij) wijzigde haar naam in Lëtzebuerger Sozialistesch Aarbechterpartei (Luxemburgse Socialistische Arbeiderspartij)

De Kommunistesch Partei Lëtzebuerg/Parti Communiste Luxembourgeois (Communistische Partij van Luxemburg) was de enige vooroorlogse partij die haar naam behield.

## Uitslag
De parlementsverkiezingen werden gewonnen door de CSV/PCS. Tweede werd de sociaaldemocratische LSAP/POSL, hoewel die partij een flink verlies boekte (-6 zetels) ten opzichte van de laatste vooroorlogse parlementsverkiezingen van 1937. Winst was er juist voor de KPL/PCL (+4 zetels). De liberale GPD was de andere grote winnaar. Hier speelde ongetwijfeld het feit mee dat de vooroorlogse liberale partijen, waarvan de Radicaal-Liberale Partij de voornaamste was, zich hadden verenigd.
Als gevolg van de verkiezingsuitslag vormde de toenmalige premier, Pierre Dupong, een regering van Nationale Eenheid bestaande uit Dupongs eigen CSV/PCS, de LSAP/POSL, de GPD, de KPL/PCL en een onafhankelijk politicus. De regering van Nationale Eenheid hield stand tot 1947.
| Partij | Partij                                 | Zetels | Verandering |
| ------ | -------------------------------------- | ------ | ----------- |
|        | Chrëschtlech Sozial Vollekspartei      | 25     | 0           |
|        | Aarbechterpartei                       | 11     | -6          |
|        | Groupement Patriotique et Démocratique | 9      | +4          |
|        | Kommunistesch Partei Lëtzebuerg        | 5      | +4          |
|        | Onafhankelijken                        | 1      | +1          |
|        | Overigen                               | 0      | -7          |
| Totaal | Totaal                                 | 51     | -4          |